# 如蔵尼
如蔵尼（にょぞうに、生没年不詳）は、平安時代の女性。平将門の娘（三女）とされる。 地蔵菩薩に深く帰依し、地蔵尼（じぞうに）とも呼ばれた。

## 概要
平将門には幾人かの娘がいたと伝わるが、なかでも如蔵尼は説話や伝説の中で非常に有名で、『今昔物語集』や『元亨釈書』などに記されており、概略は以下のようになる。
如蔵尼は将門の三女で大変美しかったが、結婚を求められても断り続けていた。父将門が謀反し敗れ、一族に誅罰が及んだので、奥州に遁れ恵日寺の傍らに庵を結び独りで暮らした。ある日病気で死ぬと地獄に落ちるが、地蔵菩薩の助けにより蘇生した。地蔵菩薩の大慈大悲を受けた女は地蔵に深く帰依し、法名も如蔵尼と改め、専心に地蔵を持した。齢80余りで入滅した（『元亨釈書』）。
『今昔物語集』の巻17の29にある説話では、ほぼ同じストーリーでありながら、如蔵尼は将行（将門の誤記か？）の三女とされており、奥州に遁れる顛末の記載が無いなど、将門との繋がりが薄れている。

## 生涯
前項にあるように如蔵尼は将門の三女として記されることが多いが異説もある。『尊卑文脈脱漏』は『元亨釈書』を引用し、『桓武平氏系図』も将門の娘と記すが、茨城県結城市の小谷家に伝わる系図では長子が如蔵尼となっている。また『相馬系図』・『諸家系図纂』では将門の弟・将頼の娘としている。俗名は不明だが、滝夜叉姫と伝える伝承がある（後述）。
また、将門の子・平良門を育てたとの伝承もある。
茨城県土浦市の般若寺では将門の次男・将氏の娘で俗名を安寿姫としていて、この寺の開山と伝わる。
茨城県坂東市の国王神社には将門の三十三回忌にあたり如蔵尼が刻したとする将門の神像が現存し、同様に如蔵尼自刻の将門像は福島県相馬市中村の国王神社、同小高の国王神社にも伝わる。
福島県いわき市の恵日寺には如蔵尼のものと伝わる地蔵菩薩像があったが、戦禍で失われた。また、千葉県柏市の龍光院にも如蔵尼が一族の菩提を弔い納めたとする地蔵菩薩像が伝わる。
福島県磐梯町の恵日寺と福島県いわき市の恵日寺のいずれにも墓が伝わっている。

## 滝夜叉姫
滝夜叉姫は近世に成立した復讐譚で有名であるが、如蔵尼とのつながりを示す伝説もある。福島県磐梯町の恵日寺にある如蔵尼の墓碑には『滝夜叉姫が将門の死後に再興を図ったが失敗し出家した』と記されている。福島県いわき市の恵日寺周辺にはタケヤサ姫を慕って共に逃れた者の子孫と伝わる旧家がある。
また、秋田県仙北市にも将門の娘・滝夜叉姫が逃れてきたという伝承があるが、こちらでは出家をしておらず子を成して村祖となったと伝わる。集落にある中生保内神社には滝夜叉姫持参の地蔵菩薩像があり、如蔵尼伝説と通い合うものが認められる。